# Mario Giovinetto
Mario Giovinetto (* 1933 in La Plata, Buenos Aires, Argentinien; † 6. Januar 2024 in Fort Collins, Colorado) war ein Geologe, Klimatologe und Geograph. Er war kanadischer Staatsbürger mit ständigem Wohnort in den USA.

## Bildung und Universität
Giovinettos wissenschaftliche Ausbildung begann an der Universidad Nacional de La Plata, er schloss mit einem Ph.D. (1968) in Geography mit den Nebenfächern Geologie und Geophysik an der University of Wisconsin, Madison.  Er hatte verschiedene akademische Ämter inne an der University of Wisconsin, der University of California, Berkeley, und der University of Calgary, wo er als Abteilungsleiter arbeitete.  Er war Principal Scientist an dem Department of Geodynamics, Raytheon Technical Services Company und war zuletzt Professor Emeritus der University of Calgary.

## Karriere
Giovinetto war aktiv bei der Untersuchung der Polarregion beteiligt, die 1952 begann. Er nahm an Projekten teil, die von der National Science Foundation (USA) und anderen staatlichen Forschungseinrichtungen in Argentinien und Kanada unterstützt wurden. Seine Expeditionserfahrung beinhaltet unter anderem drei Expeditionen zu Gebirgsgletschern in den Anden (Südamerika) und in Afrika (1952–1955), Winteraufenthalte in zwei arktischen Forschungsstationen (Byrd-Station 1957 und in der Amundsen-Scott-Südpolstation 1958) und neun Sommer in der Antarktis und Grönland (1953–1978). Er hat über 2000 Schnee-Meilen zu verzeichnen, machte Beobachtungen von Eisberg-Landschaften und hat insgesamt neun Jahre damit verbracht, in kleinen Teams unter extremen Wetterbedingungen und isoliert zu leben. Seine Gletscher- und Klimaforschung machte er als Angestellter des Instituto Antartico Argentino (Buenos Aires, 1953–1956), des Arctic Institute of North America (New York, 1956–1959), des Institute of Polar Studies (heute Byrd Polar Research Center, Ohio State University, Columbus, 1959–1961), und des Geophysical and Polar Research Centers, University of Wisconsin (Madison, 1961–1968)
Bei seinen Forschungen erarbeitete er Schätzungen über Massen- und Energieaustausch zwischen der Atmosphäre, den Ozeanen (auch deren Eis) und Eisflächen beider Hemisphären, die für Modelle des Klimawandels benutzt werden.
2001 nahm Giovinetto an einem Workshop des NASA-Johnson Space Center teil ("Antarctic Explorations Parallels for Future Human Planetary Exploration"). Dort wurden  seine Erfahrungen mit Winterexpeditionen analysiert, mit dem Ziel, Voraussagen über Belastungen und das davon abhängige Verhalten von Astronauten auf dem Mars und dem Mond zu treffen, da man  entsprechende Parallelen zu einer winterlangen Polarexpedition annimmt.

## Ehrungen
Für seine Verdienste erhielt er  Auszeichnungen von den USA und Argentinien.
Der 4090 m hohe Mount Giovinetto im westantarktischen Ellsworthgebirge ist nach ihm benannt.

## Veröffentlichungen (Auswahl)
Giovinetto hat an vielen technischen Berichten mitgeschrieben und einige selbst verfasst. Viele davon sind im Internet zu finden. 
- Reassessment of Net Surface Mass Balance in Antarctica  (Journal of Climate, 1999)
- Mass changes of the Greenland and Antarctic ice sheets and shelves and contributions to sea-level rise: 1992-2002  (Journal of Glaciology, 2005)
- Glaciological Studies on the McMurdo-South Pole Traverse, 1960-1961 (Ohio State University, Institute of Polar Studies; no. 7; 1963)
- Atmospheric net transport of water vapor and latent heat across 60°S (Journal of Geophysical Research, 1996)